# Gunther Stent
Gunther Stent (Berlino, 28 marzo 1924 – Haverford, 12 giugno 2008) è stato un chimico e biologo tedesco naturalizzato statunitense.
È stato un professore di biologia molecolare laureatosi all'Università della California a Berkley; è stato uno dei primi biologi dei batteriofagi ed è anche noto per i suoi studi sul metabolismo dei batteri, sulla sanguisuga e per i suoi scritti sulla storia e sulla filosofia della biologia.

## Primi anni di vita e della carriera
Nacque come Gunter Siegmund Stensch a Berlino. Il suo cognome fu cambiato dopo la sua emigrazione degli Stati Uniti nel 1940, dove andò a vivere a Chicago. Ricevette il suo BS nel 1945 e il suo PhD nel 1948 dall'Università dell'Illinois. Nel 1949 Gunter si unì a un piccolo gruppo di lavoratori sui batteriofagi sotto Max Delbruck al California Institute of Technology a Pasadena, in California. Questo gruppo di batteriologi era il luogo di nascita di molte delle idee fondamentali sull'emergente scienza della biologia molecolare. Le discussioni informali tra questi lavoratori riguardo al progresso delle loro ricerche portó ad un libro, scritto da Stent e dedicato a Delbruck, intitolato "Biologia molecolare dei virus batteriali" e che è un lucido resoconto sullo stato dei progressi nel campo fino al 1963. In queste memorie, alla fine, Stent descrive alcune delle sue attività e interazioni con gli altri componenti del gruppo. Queste memorie personali illustrano l'unico spirito intellettuale del gruppo di lavoro sui batteriofagi durante i suoi ultimi anni cruciali (1948-1950).

## Panoramica
Il suo libro introduttivo Molecular Genetics. An Introductory Narrative è stato tradotto in italiano, giapponese, russo e spagnolo. 
È forse più conosciuto per il suo lavoro sul progresso della scienza, specialmente per le sue lezioni tenute a Berkley negli anni Sessanta, pubblicate poi come The coming of the Golden Age.
Gunther tenne anche lezioni di biologia molecolare all'Università della California - Berkeley. Aveva un modo di far lezione davvero inusuale: introduceva gli esperimenti più importanti che portarono progresso nel campo della biologia molecolare in ordine cronologico, dando così agli studenti una comprensione sorprendente sia della biologia molecolare sia degli esperimenti.
Gunther era anche ad Oxford nel 1953 quando Watson e Crick fecero l'annuncio di aver "scoperto il segreto della vita".

## Pensiero religioso
Quando gli chiedevano "Credi in Dio?", lui rispondeva "Non lo so se lo faccio, anche se credo che gli scienziati dovrebbero. Ma, in una sorta di paradosso, credo, come Planck fece, che tutti gli scienziati dovrebbero credere in lui.".

## Pubblicazioni

### Libri di biologia molecolare
- Stent, G. S. (1998). Nazis, Women, and Molecular Biology: Memoirs of a Lucky Self-hater. Kensington, Calif: Briones Books.
- Muller, K. J., Nicholls, J. G., & Stent, G. S. (1981). Neurobiology of the Leech. Cold Spring Harbor, N.Y.: Cold Spring Harbor Laboratory.
- Stent, G. S. (1971). Molecular Genetics. An Introductory Narrative. San Francisco: W.H. Freeman.
  - Traduzione italiana: Stent, G. S., & Stent, G. S. (1977). Genetica molecolare. Bologna, Italy: Zanichelli.
  - Traduzione russa: Stent, G. S., Calendar, R., & Stent, G. S. (1981). Molekuli︠a︡rnai︠a︡ genetika. Moskva: Izd-vo MIR.
  - Traduzione spagnola: Stent, G. S. (1981). Genética molecular. Barcelona: Omega.
  - Traduzione giapponese: Stent, G. S., Calendar, R., & Nagano, K. (1983). 分子遺伝学.  Bunshi idengaku 岩波書店.
- Stent, G. S. 1963. Molecular Biology of Bacterial Viruses. WH Freeman and Co., San Francisco, CA. OCLC 268815

### Libri pubblicati
- John Cairns, G. Stent, and J. D. Watson, eds. 2007. Phage and the Origins of Molecular Biology (40th anniversary edition). Cold Spring Harbor Laboratory Press, Cold Spring Harbor, NY, ISBN 0-87969-800-4
- Cairns, J., G. Stent, and J. D. Watson. 1992. Phage and the Origins of Molecular Biology (expanded edition). Cold Spring Harbor Laboratory Press, Cold Spring Harbor, NY. OCLC 25872929
- Cairns, J., G. Stent, and J. D. Watson. 1966. Phage and the Origins of Molecular Biology. Cold Spring Harbor Laboratory Press, Cold Spring Harbor, NY. OCLC 712215
  - Traduzione tedesca: Cairns, J., Geissler, E., Stent, G. S., Thomas-Petersein, G., & Watson, J. D. (1972). Phagen und die Entwicklung der Molekularbiologie (Phages and the origins of molecular biology, [German].) Hrsg. v. John Cairns.
- Watson, J. D., & Stent, G. S. (1980). The Double Helix: a Personal Account of the Discovery of the Structure of DNA. New York: Norton.
- Stent, G. S. (1978). Morality as a biological phenomenon:  report of the Dahlem Workshop on Biology and Morals, Berlin 1977, November 28 to December 2. Life Sciences Research Report, 9. Berlin: Dahlem Konferenzen.

### Libri sulla filosofia della scienza
- Stent, G. S. (2002). 'Paradoxes of free will'. Transactions of the American Philosophical Society, v. 92, pt. 6. Philadelphia: American Philosophical Society.
- Delbrück, M., & Stent, G. S. (1986). Mind from matter? an essay on evolutionary epistemology. Palo Alto, Calif: Blackwell Scientific Publications.		
  - Traduzione tedesca: Delbrück, M., Fischer, E. P., & Stent, G. S. (1986). Wahrheit und Wirklichkeit über die Evolution des Erkennens. Hamburg: Rasch und Röhring Verlag.
  - Traduzione spagnola: Delbrück, M., Stent, S. G., & Casadesús, J. (1989). Mente y materia ensayo de epistemología evolutiva. Alianza Universidad, 616. Madrid: Alianza.
- Stent, G. S., & Ogawa, M. (1981).  真理>と悟り : 科学の形而上学と東洋哲学 Shinri to satori kagaku no keijijōgaku to tōyō tetsugaku. 朝日出版社,  Tōkyō: Asahishuppansha.
- Stent, G. S. (1980). Morality as a biological phenomenon the pre-suppositions of sociobiological research. Berkeley: University of California Press.
- Stent, G. S. (1978). Paradoxes of progress. San Francisco: W.H. Freeman.
  - Traduzione spagnola: Stent, G. S. (1986). Las paradojas del progreso. Barcelona: Salvat.
- Stent, G. S. (1969). The coming of the Golden Age; a view of the end of progress. Garden City, N.Y.: Published for the American Museum of Natural History [by] the Natural History Press.
  - Traduzione francese: Stent, G. S., & Bourdet, C. (1973). L'Avènement de l'âge d'or. L'humanité au carrefour de son évolution [Paris]: Fayard.

### Altro
- Stent, G. S. (1915). Gunther S. Stent papers.